# Double, Double, Toil and Trouble
Double, Double, Toil and Trouble (bra: Feitiço das Gêmeas) é um telefilme norte-americano de 1993, dos gêneros comédia, aventura e fantasia, dirigido por Stuart Margolin e estrelado por Mary-Kate Olsen e Ashley Olsen.

## Sinopse
A família Farmer teve um problema financeiro e pode perder a casa onde moram. Mas duas pequenas e espertas gêmeas tem um plano que pode salvar o dia! Seu plano: pedir o dinheiro emprestado para a Tia Sophia. Só existe um probleminha! A titia está aprisionada em um espelho, por causa de um feitiço de sua malvada irmã gêmea, Tia Agatha. O Jeito é mostrar para a bruxa má que as irmãzinhas Farmer não estão para brincadeira e sabem que uma pedra mágica é a fonte de seus poderes. Com a ajuda de novos amigos, as meninas estão prontas para agitar a varinha de condão, gritar abracadabra e voar em direção à aventura! Muita magia e surpresas para toda a família!

## Elenco
| Ator            | Personagem                       |
| --------------- | -------------------------------- |
| Ashley Olsen    | Lynn Farmer /Tia Agatha (jovem)  |
| Mary-Kate Olsen | Kelly Farmer / Tia Sofia (jovem) |
| Cloris Leachman | Tia Agatha / Tia Sofia           |
| Phil Fondacaro  | Oscar                            |
| Eric McCormack  | Don Farmer                       |
| Kelli Fox       | Christine Farmer                 |
| Wayne Robson    | Coveiro                          |
| Meshach Taylor  | Sr. N                            |
| Matthew Walker  | George                           |

## Prêmios e indicações
Em 1994, o compositor da trilha sonora do filme, Richard Bellis, foi indicado ao Emmy de "Melhor Performance Individual em Composição Musical para uma Minissérie ou Especial". No mesmo ano, Mary-Kate e Ashley Olsen ganharam o Young Artist Awards de "Melhor Atriz Jovem em uma Mini-série de TV ou Especial".[carece de fontes?]